# Râul Valea Mare, Râul Doamnei
Râul Făgetu este un râu afluent al Râului Doamnei.

## Hărți
- Harta Județul Argeș